# Połaniec (gmina)
Połaniec est une gmina mixte du powiat de Staszów, Sainte-Croix, dans le centre-sud de la Pologne. Son siège est la ville de Połaniec, qui se situe environ 17 km au sud-est de Staszów et 69 km au sud-est de la capitale régionale Kielce.
La gmina couvre une superficie de 75,01 km2 pour une population de 11 848 habitants.

## Géographie
Outre la ville de Połaniec, la gmina inclut les villages de Brzozowa, Kamieniec, Kraśnik, Łęg, Luszyca, Maśnik, Okrągła, Rudniki, Ruszcza, Ruszcza-Kępa, Rybitwy, Tursko Małe, Tursko Małe-Kolonia, Winnica, Wymysłów, Zawada, Zdzieci Nowe, Zdzieci Stare et Zrębin.
La gmina borde les gminy de Borowa, Gawłuszowice, Łubnice, Osiek et Rytwiany.